# Умершие в июне 1942 года
Это список известных людей, соответствующих установленным критериям значимости (см. Википедия:Критерии значимости персоналий), умерших в июне 1942 года.
Причина смерти указывается лишь в исключительных случаях (убийство, самоубийство, гибель в результате военных действий, смертная казнь, ДТП или несчастные случаи). В остальных случаях — не указывается.

## 1 июня
- Ванчура, Владислав (50) — чешский писатель, драматург и кинорежиссёр, участник Движения Сопротивления. Расстрелян немецкими оккупантами.
- Краузе, Эрнст Ханс Людвиг (82) — немецкий ботаник и миколог. Умер от ран, полученных при бомбардировке Ростока.
- Теплов, Николай Павлович (54) — российский революционер, советский и партийный деятель. Председатель Самарского горисполкома (1917—1918), военком 26-й стрелковой дивизии (1919—1920), председатель Симбирского губисполкома (1923—1924), председатель правления треста «Русские самоцветы» и «Рыбного синдиката» (1924—1925). Репрессирован. Умер в заключении.
- Шор, Давид Соломонович — российский и палестинский пианист, педагог, музыкально-общественный деятель, деятель сионистского движения, правозащитник.

## 2 июня
- Руус, Неэме (30) — эстонский политик, советский партийный и государственный деятель. Расстрелян немецкими оккупантами
- Шальбург, Христиан Фредерик фон (36) — командующий Добровольческим корпусом «Дания». Погиб в бою на Восточном фронте под Демянском.
- Шуров, Пётр Евдокимович (45) — советский военачальник, педагог и организатор в бронетанковых войсках РККА, генерал-майор танковых войск, командир 13-го танкового корпуса. Умер от ран, полученных в бою.

## 3 июня
- Кузнецов, Иван Сергеевич (75) — российский и советский архитектор
- Ляш, Карл фон (37) — австрийский экономист, юрист, активный деятель НСДАП и СА. 1-й Генерал-губернатор дистрикта «Галиция». Казнён нацистами.
- Родионов, Михаил Александрович — Герой Советского Союза.
- Чечётка, Франтишек (71) — — чешский писатель, драматург, автор книг для юношества. Педагог.

## 4 июня
- Гебиртиг, Мордехай (65) — еврейский композитор и поэт-песенник. Погиб в немецком концентрационном лагере.
- Гейдрих, Рейнхард (38) — государственный и политический деятель нацистской Германии, начальник Главного управления имперской безопасности (1939—1942), заместитель (исполняющий обязанности) имперского протектора Богемии и Моравии (1941—1942). Обергруппенфюрер СС и генерал полиции (с 1941). Убит в Праге диверсантами британской военной разведки
- Завистовский, Антоний (59) — блаженный Римско-Католической Церкви, священник, мученик. умер от истощения в Дахау
- Чаявец, Рудольф (31) — — югославский хорватский лётчик, участник Народно-освободительной войны, первый пилот партизанских ВВС Югославии. Народный герой Югославии (посмертно). Погиб в стычке с четниками

## 5 июня
- Корбин, Вирджиния Ли (31) — американская актриса немого кино; туберкулёз
- Эккинг, Жерар (62) — французский виолончелист

## 6 июня
- Вербов, Григорий Давыдович (32) — советский филолог, северовед.
- Захарченко, Виктор Матвеевич — юный герой Великой Отечественной войны, партизан.
- Копёнкин, Иван Иосифович (25) — партизан Великой Отечественной войны, Герой Советского Союза. Погиб в плену.
- Рейснер, Джордж Эндрю (74) — американский археолог, специальностью которого был Древний Египет.

## 7 июня
- Блюмлейн, Алан (38) —  британский инженер по электротехнике и электронике, разработчик британской системы телевизионного вещания,  конструктор и организатор производства радиолокационных станций.
- Бойко, Григорий Евдокимович — старший лейтенант Рабоче-крестьянской Красной Армии, участник Великой Отечественной войны, Герой Советского Союза (посмертно). Погиб в бою.
- Дюнан, Жан — швейцарский скульптор и дизайнер интерьеров.
- Вячеслав Прокопович (60) — — украинский политический деятель, историк. Умер в эмиграции во Франции

## 8 июня
- Фавр, Эдуард (87) — швейцарский историк-медиевист и краевед.

## 9 июня
- Ахмедзаде, Зульфугар — советский талышский поэт, общественный и политический деятель. Репрессирован. Умер в тюремной больнице.
- Ершаков, Филипп Афанасьевич (49) — советский военачальник, генерал-лейтенант, В начале Великой Отечественной войны командующий 22-й и 20-й армиями. Погиб в немецком плену.

## 10 июня
- Палковлевич, Бошко (21) — — югославский студент, участник Народно-освободительной войны Югославии. Народный герой Югославии (посмертно). Погиб в бою.

## 11 июня
- Тоне Жерял (26) — югославский словенский партизан, в годы Народно-освободительной войны Югославии активист Освободительного фронта Словении.
- Попович, Любица (21) — черногорская студентка и рабочая, участница Народно-освободительной войны Югославии, Народный герой Югославии (посмертно). Погибла в бою.
- Ранкович, Анджелия (33) — югославская партизанка, участница Народно-освободительной войны. Народный герой Югославии (посмертно). Погибла в бою.

## 12 июня

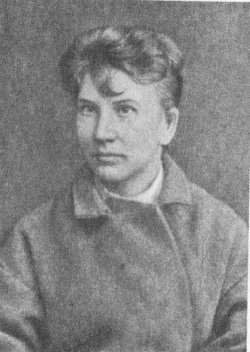
Анна Якимова-Диковская

- Афанасьев, Вячеслав Алексеевич — русский врач, государственный деятель
- Лекович, Петар (48) — югославский партизан, каменщик по профессии, участник Народно-освободительной войны Югославии. Первый в истории Народный герой Югославии (март 1942). Погиб в битве с четниками.
- Якимова-Диковская, Анна Васильевна (85) — русская революционерка, член Исполнительного комитета партии «Народная воля» и партии социалистов-революционеров, историк, общественный деятель.

## 13 июня
- Пьянзин, Иван Семёнович — командир 365-й батареи 110-го зенитного артиллерийского полка противовоздушной обороны (ПВО) Береговой обороны Черноморского флота, старший лейтенант. Герой Советского Союза (посмертно). Погиб в бою.

## 14 июня
- Фогелер, Генрих (69) — немецкий советский художник и философ, представитель немецкого югендстиля. Депортирован как немец в Казахстан.
- Штулич, Мирко (28) — югославский полицейский и партизан, участник Народно-освободительной войны. Народный герой Югославии (посмертно). Погиб в бою.

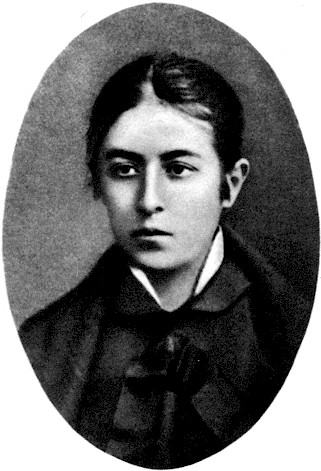
Вера Фигнер

## 15 июня
- Мундус-Эдоков, Мирон Васильевич (62) — алтайский поэт, писатель, драматург, переводчик.
- Сахно-Устимович, Александр Александрович (61) — полковник армии Украинской Державы, генеральный есаул. Умер в эмиграции в Берлине.
- Фигнер, Вера Николаевна (89) — русская революционерка, террористка.
- Штейнбатц, Леопольд (23)) — немецкий лётчик-ас истребительной авиации люфтваффе, лейтенант (посмертно, 1942 год), кавалер Рыцарского креста с Дубовыми листьями и мечами. Погиб в бою на Восточном фронте.

## 16 июня
- Чистозвонов, Михаил Васильевич (58) советский инженер-механик, создатель планетария в г. Донской, в Тульской области.

## 17 июня
- Хершман, Отто (65) — австрийский пловец и фехтовальщик еврейского происхождения, серебряный призёр летних Олимпийских игр 1896 и 1912, Президент Австрийского олимпийского комитета. Погиб в Собиборе

## 18 июня

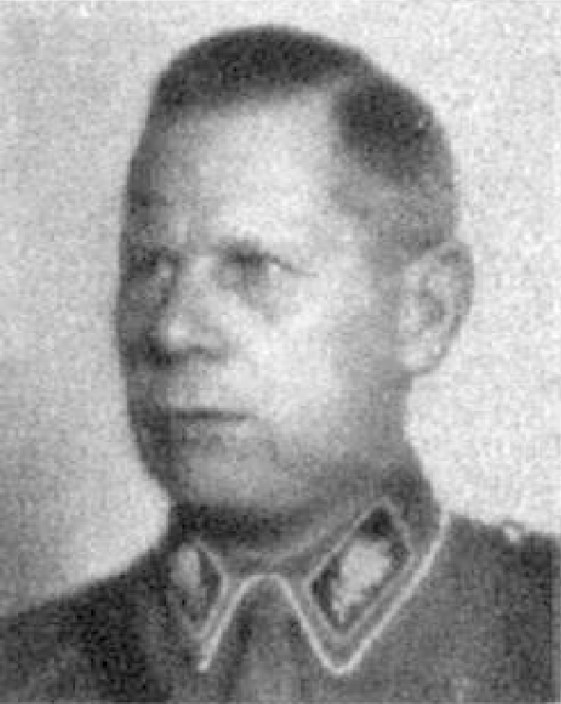
Адольф Хюнлайн

- Габчик, Йозеф (30) — ротмистр чехословацкой армии, участник операции «Антропоид», направленной на устранение протектора Богемии Рейнхарда Гейдриха. Покончил жизнь самоубийством, чтобы не попасть в плен к немцам.
- Кубиш, Ян (28) — чехословацкий офицер, герой чехословацкого Сопротивления в годы Второй мировой войны, один из организаторов покушения на Рейнхарда Гейдриха. Погиб в бою.
- Ольховская, Любовь Ивановна — лётчица, участник Великой Отечественной войны, командир эскадрильи 46-го гвардейского ночного легкобомбардировочного авиаполка, лейтенант. Погибла в бою.
- Прайор, Артур (71) ― американский тромбонист, композитор, дирижёр и политический деятель.
- Тарасова, Вера Ивановна — лётчица, участник Великой Отечественной войны, штурман эскадрильи 46-го гвардейского ночного легкобомбардировочного авиаполка, младший лейтенант. Погибла при выполнении боевого задания.
- Хюнлайн, Адольф (60) — деятель нацистского режима, фюрер Национал-социалистического моторизованного корпуса, генерал-майор вермахта, рейхсляйтер.

## 19 июня

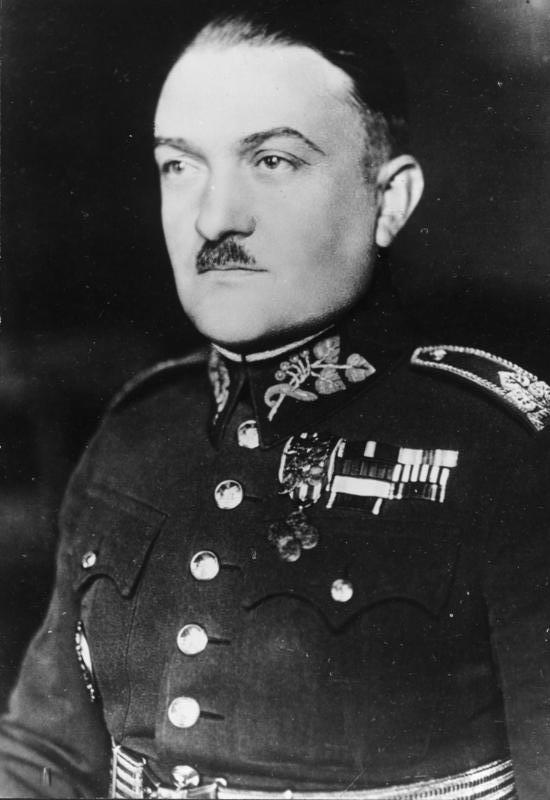
Алоис Элиаш

- Айронс, Фрэнсис (56) — американский легкоатлет, чемпион летних Олимпийских игр 1908.
- Элиаш, Алоис (51) — чехословацкий военный деятель, генерал, премьер-министр оккупированного гитлеровцами Протектората Богемия и Моравия (1939—1941). Казнён немецкими оккупантами за контакты с движением Сопротивления.

## 20 июня
- Бородин, Тимофей Степанович (24) — партизан Великой Отечественной войны, руководитель оперативного центра по координации деятельности подпольных групп в Гомеле, Герой Советского Союза (посмертно) (1965). Казнён немецкими оккупантами.

## 21 июня
- Деликов, Эрдни Теледжиевич (27) —  Герой Советского Союза.

## 22 июня
- Арбон, Херман Херманович (44) — советский государственный и партийный деятель, секретарь ЦК КП(б) Эстонии по промышленности, расстрелян немцами.
- Ашофф, Людвиг (76) — немецкий патологоанатом и основатель научной школы, профессор патологической анатомии Гёттингенского (1894), Марбургского (1903) и Фрайбургского (1906—36) университетов.
- Гордеев, Наркис Михайлович (30) — политрук Рабоче-крестьянской Красной Армии, участник советско-финской и Великой Отечественной войны, военныq комиссар батареи артиллерийского полка 1-й истребительно-противотанковой бригады 1-й истребительно-противотанковой дивизии Юго-Западного фронта.Герой Советского Союза (посмертно). Погиб в бою.
- Сергей Медведев (29) — старший сержант Рабоче-крестьянской Красной Армии, участник Великой Отечественной войны, Герой Советского Союза.
- Селедцов, Иван Федосеевич (27) — участник Великой Отечественной войны, Герой Советского Союза.

## 23 июня
- Вашатко, Алоис (33) — чехословацкий лётчик-ас Второй мировой войны. Погиб в бою.
- Елохин, Агей Александрович (29) — капитан Рабоче-крестьянской Красной Армии, участник Великой Отечественной войны, командовал эскадрильей 69-го истребительного авиаполка 21-й смешанной авиадивизии Южного фронта. Герой Советского Союза Погиб в бою.

## 24 июня
- Бинкевич, Максимилиан (34) — блаженный Римско-Католической Церкви, священник, мученик. Погиб в Дахау
- Голубева, Ольга Александровна — русская актриса.

## 25 июня
- Рошицкий, Эвжен — — чехословацкий легкоатлет, участник летних Олимпийских игр 1936 года, деятель Движения сопротивления на территории Чехословакии. Расстрелян немецкими оккупантами

## 26 июня
- Козлов, Марат Сергеевич (12) —  юный герой-партизан разведчик связной Великой Отечественной войны.
- Кувшинов, Александр Кузьмич (24) — Герой Советского Союза.
- Неер, Карола (41) — немецкая актриса театра и кино. Репрессирована в СССР, умерла от тифа в советской тюрьме. Реабилитирована посмертно.
- Стемпковская, Елена Константиновна — участница Великой Отечественной войны, радист, младший сержант, Герой Советского Союза (посмертно). Погибла в бою.
- Чесник, Милан (22) — югославский словенский партизан Народно-освободительной войны, Народный герой Югославии (посмертно). Расстрелян немецкими оккупантами.

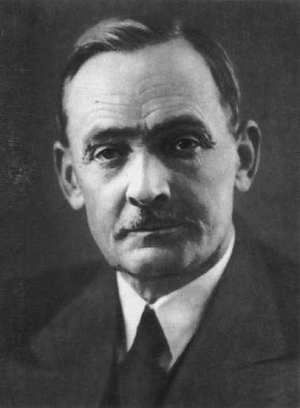
Янка Купала

## 28 июня
- Калачёв, Владимир Николаевич (31) — советский лётчик-истребитель, майор авиации, командир 17-го запасного истребительного авиаполка, 15-го истребительного авиаполка, участник боёв на реке Халхин-гол и Великой Отечественной войны, Герой Советского Союза (1939). Погиб в бою
- Капчинский, Анатолий Константинович (30) — советский конькобежец.
- Янка Купала (59) — классик белорусской литературы, народный поэт Белоруссии, драматург, публицист; обстоятельства смерти до конца не выяснены.
- Лобанов, Андрей Григорьевич (27) — командир танковой роты 37?-го танкового батальона 170-й танковой бригады 40-й армии Брянского фронта, старший лейтенант, Герой Советского Союза (посмертно) Погиб в бою.
- Подстаницкий, Александр Витальевич — российский мурманский поэт и журналист. Участник Великой Отечественной войны. Погиб в воздушном бою.

## 29 июня
- Степан Никифоров (21) — Герой Советского Союза.

## 30 июня
- Джексон, Уильям Генри (99) — американский художник, фотограф, издатель, геолог и исследователь
- Любушкин, Иван Тимофеевич (23) — советский танковый ас, участник Великой Отечественной войны, гвардии лейтенант, Герой Советского Союза. Погиб в бою.
- Мандич, Леопольд (76) — святой Римско-католической церкви, монах-капуцин, священник, апостол единства между христианскими церквами. Умер от рака пищевода.
- Ростин, Эрвин (34) — немецкий офицер-подводник, капитан-лейтенант. Погиб вместе с подлодкой, потопленной американской авиацией.
- Романенко, Василий Сергеевич (33) — Герой Советского Союза.